# ノートル＝ダム＝ド＝リヴァイユ
ノートル＝ダム＝ド＝リヴァイユ（仏: Notre-Dame-de-Livaye）は、フランスのノルマンディー地域圏、カルヴァドス県に属するコミューン。

## 地理
県都カーンから東に30km、リジューから西に14kmのところにある。平野の端に位置しており、北、東、南の三方を丘に囲まれている。アルゴ川が西へ流れる。中心街はなく、田園地帯の道路沿いに家屋が点在している。北でサン＝ローラン＝デュ＝モンと、北東でラ・ウブロニエールと、南でモンテイユと、西でクレーヴカール＝アン＝オージュとそれぞれ接し、幹線道路のD613が東西に走る。

## 行政
- 首長 - ジェルメン・ランベール（Germain Lambert、無所属、2001年3月から） 農夫
- 前首長 - ジャン・セレ（Jean Scelles）

## 人口の推移[1]
| 1962年 | 1968年 | 1975年 | 1982年 | 1990年 | 1999年 | 2006年 | 2007年 |
| ------ | ------ | ------ | ------ | ------ | ------ | ------ | ------ |
| 93     | 107    | 107    | 109    | 125    | 130    | 132    | 132    |